# Bradybaenina
Los bradibaeninos (Bradybaenina) son una subtribu de coleópteros adéfagos perteneciente a la familia Carabidae. 

## Géneros
- Bradybaenus
- Ooidius